# Система девяти рангов

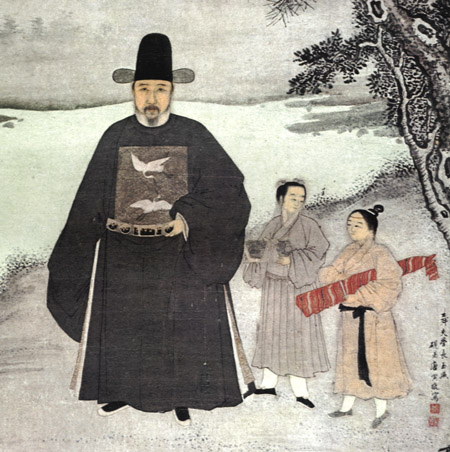
Украшение на груди китайского сановника является «знаком ранга» и указывает на то, что он был гражданским чиновником первого ранга

Система девяти рангов (九品中正制 или 九品官人法, пиньинь: jiǔ pǐn zhōng zhèng zhī или jiǔ pǐn guān rén fǎ) — система назначения на государственную службу в Китае эпохи Троецарствия, зародилась во времена династии Хань (206 год до н. э. — 220 год н. э.). Создателем считается Чэнь Цюнь (陳羣 / 陈群) — министр царства Цао Вэй.
В теории, согласно этой системе, местные правители должны были выбирать талантливых кандидатов на должности, и, в зависимости от их способностей и умений, присваивать им одну из девяти степеней. В реальности кандидатами, как правило, становились лишь богатые и влиятельные люди.
Система девяти рангов была заменена системой государственных экзаменов Кэцзюй в 605 году н. э. (династия Суй).

## Ранги чиновников
Во времена династии Тан, система девяти рангов развилась в метод градации гражданских и военных чинов, начиная с местного уровня до государственного. Чиновникам, непосредственно подчинявшимся императору присваивался «Первый Пинь» (ранг), а, например, местным судьям присваивался «Девятый Пинь». Некоторые «Пини» ещё дробились на меньшие ранги: Чжэн (正; постоянный), Цун (從; заместитель), Шан (上; верхний) и Ся (下; нижний). Вследствие этого вся система фактически состояла из более чем 18 рангов. Подразделения были приспособлены для определённых местных или центральных управлений (департаментов); например: в одном департаменте было 12 рангов (чинов), а в другом 16 рангов.